# جيورجي بوغنار
جيورجي بوغنار (بالمجرية: Bognár György)‏ هو مدرب كرة قدم ولاعب كرة قدم مجري، ولد في 5 نوفمبر 1961 في باجا في المجر. شارك مع منتخب المجر لكرة القدم. أما مع النوادي، فقد لعب مع ستاندارد لييج ونادي بودابست ونادي تولون.

## وصلات خارجية
- جيورجي بوغنار على موقع الاتحاد الدولي (مؤرشف)  (الإنجليزية)
- جيورجي بوغنار على موقع الاتحاد الأوربي (الإنجليزية)
- جيورجي بوغنار على موقع قاعدة بيانات كرة القدم.إي يو (الإنجليزية)
- جيورجي بوغنار على موقع ناشيونال فوتبول تيمز (الإنجليزية)